# Juneau, Wisconsin
Juneau är administrativ huvudort i Dodge County i delstaten Wisconsin i USA. Orten har fått sitt namn efter grundaren Paul Juneau som var son till Milwaukees grundare Solomon Juneau. Enligt 2010 års folkräkning hade Juneau 2 814 invånare.